# Städgraffiti
| Städgraffiti |
| --- |
| Städgraffiti på vägg/mur i Singapore, 2009. - Betydelse – graffiti/muralmålning genom att avlägsna smuts från underlaget - Bakgrund – 2006 (första gången utförd i stor skala) - Jämför – radering, etsning |

Städgraffiti (efter engelska: reverse graffiti, 'omvänt klotter') är en form av graffiti som skapas genom att sudda, putsa, skrapa eller tvätta fram en negativ bild på en smutsig yta.

## Beskrivning
På engelska finns flera benämningar för städgraffiti som clean tagging, dust tagging, grime writing, clean graffiti, green graffiti och clean advertising. Den sistnämnda kommer av att städgraffiti använts i reklamsammanhang.
Denna graffitiform skapas genom att – för en tid eller permanent – ta bort ett smutsigt täckande skikt från ett underlag, bland annat smutsiga betongväggar. Det kan även utföras genom ett konstfärdigt avlägsnande av damm från en yta, imma från en glasyta, eller en mer traditionell, raderande konstform som etsning. En klassisk variant är att skriva "tvätta mig" med fingret på en smutsig bilruta.

## Verk och konstnärer
En pionjär inom genren är den engelske gatukonstnären Paul Curtis (pseudonym "Moose") som gjort sig känd genom att skapa verk med hjälp av städgraffititeknik. Han upptäckte tekniken när han arbetade som diskare. "Moose" har bland annat använt högtryckstvätt för att skapa bilder, men använder ofta rengöringsmedel, rengöringsduk eller stålborste.
Det första exemplet på städgraffiti i större skala utfördes 2006 av Alexandre Orion. Verket fick namnet Ossario och var över 300 meter långt. Staden São Paulo tvättade bort konstverket den 26 juli samma år.

## Juridik
Olika städer förhåller sig olika till denna form av graffiti. Vissa vidmakthåller att det är illegalt, speciellt när det handlar om reklam, medan andra menar att det inte finns något lagutrymme för att kriminalisera rengöring.

## Bildgalleri

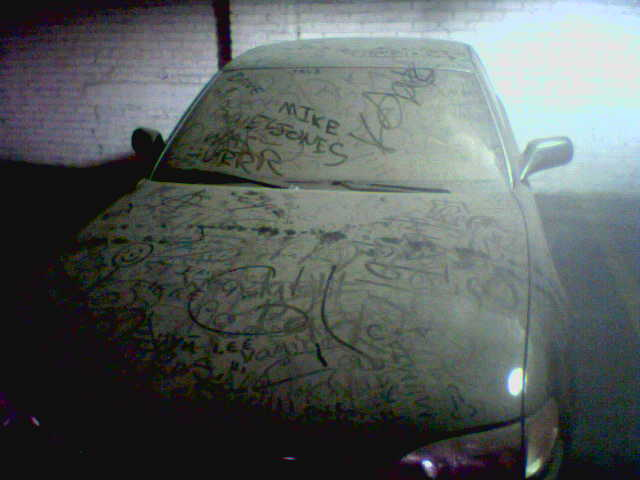
En vanlig variant är att med fingret skriva på en smutsig bildplåt.
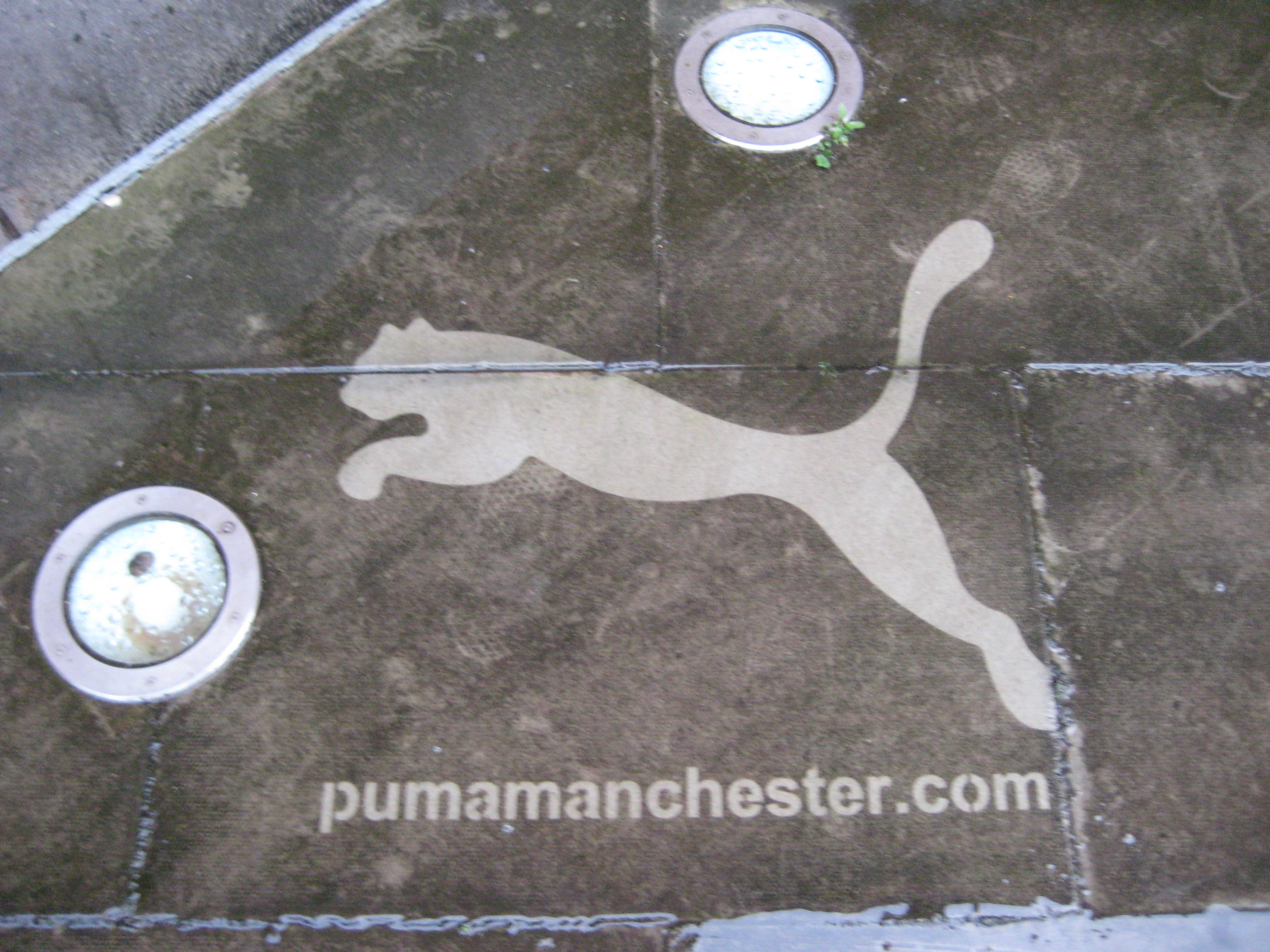
Städgraffiti har i stor skala använts i reklamsammanhang.
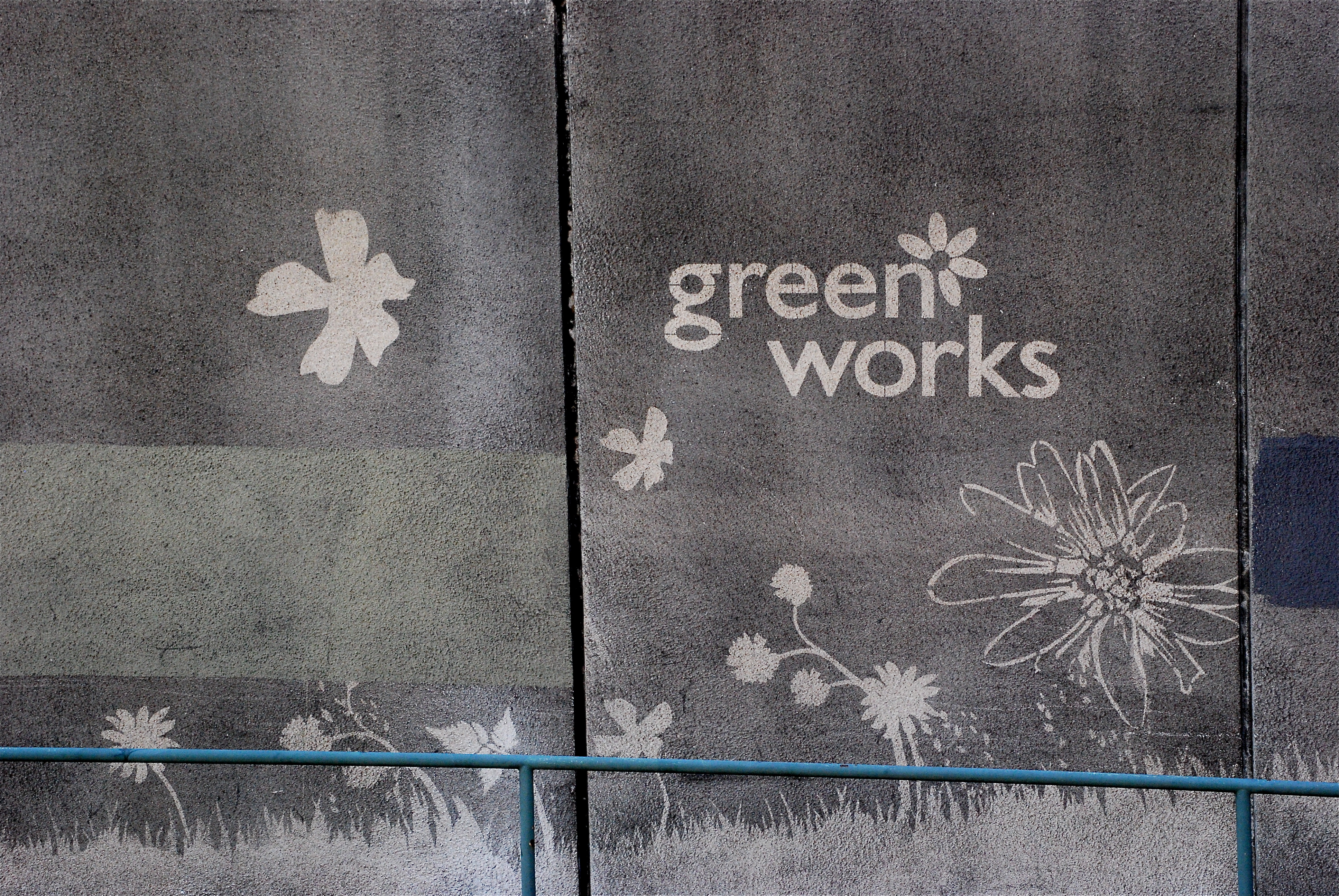
En bild i San Francisco av Paul Curtis (signaturen "Moose").
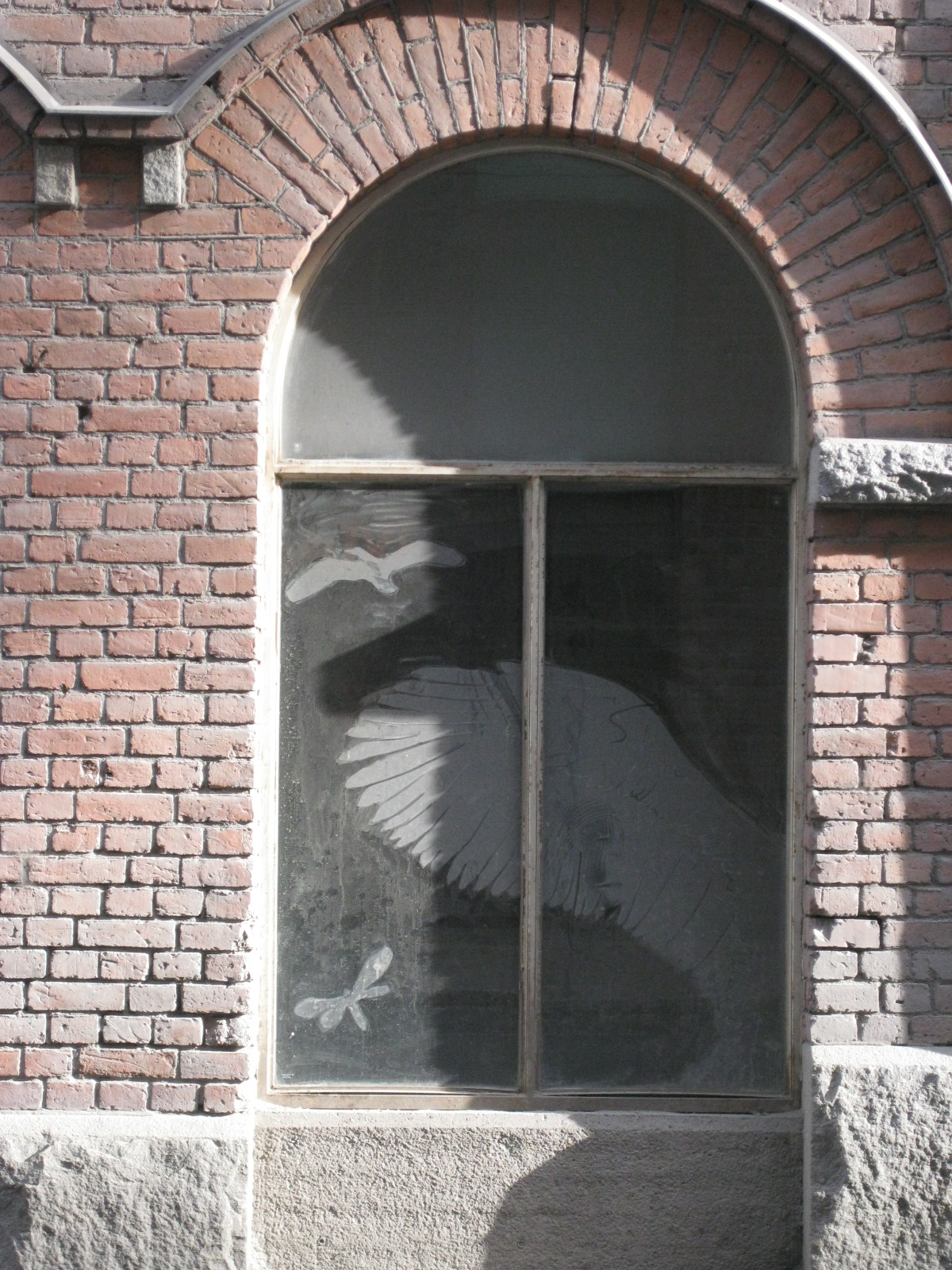
Städgraffiti på smutsiga fönster i Tammerfors.